# Częstochowski Okręg Przemysłowy
Częstochowski Okręg Przemysłowy – okręg przemysłowy położony w rejonie górnej Warty, z głównymi ośrodkami w Częstochowie i Zawierciu.

## Historia
Początki przemysłu w rejonie Częstochowy związane są z występowaniem rud żelaza (Częstochowski Obszar Rudonośny), które były eksploatowane od co najmniej XIV wieku.
Gwałtowny rozwój przemysłu nastąpił w drugiej połowie XIX wieku. Wpływ na to miały między innymi:
- czynniki dotyczące całego Królestwa Polskiego, takie jak uwłaszczenie chłopów czy zniesienie granicy celnej z Rosją[3],
- uruchomienie Kolei Warszawsko-Wiedeńskiej[3],
- występowanie surowców (ruda żelaza, kamień wapienny, glina)[4],
- dostępność siły roboczej[5],
- stosunkowo niskie ceny gruntów (przykładowo, w Łodzi były one czterokrotnie wyższe)[3].

Szczególnie prężnie rozwijał się wówczas przemysł włókienniczy. Duże znaczenie miał także przemysł mineralny (powstała wówczas między innymi Cementownia Rudniki) oraz przemysł chemiczny. Jednym z najbardziej istotnych przedsiębiorców w Częstochowie był Berek Kohn, który w latach 60. i 70. XIX wieku uruchomił w mieście drukarnię, papiernię i fabrykę mebli. Nadal rozwijał się również przemysł metalurgiczny. W latach 1896–1901 powstała Huta Częstochowa, a w roku 1901 uruchomiono hutę w Zawierciu.
W 1913 roku w Częstochowie znajdowały się 94 zakłady przemysłowe zatrudniające 19 218 robotników (liczba zatrudnionych zwiększyła się ponad 27 razy w stosunku do roku 1882). Dla okresu przed I wojną światową przemysł w okolicach Częstochowy i w Zagłębiu Dąbrowskim bywa rozpatrywany wspólnie jako sosnowiecko-częstochowski okręg przemysłowy .
Podczas I wojny światowej częstochowski przemysł poniósł znacznie straty z powodu odcięcia rosyjskiego rynku zbytu i problemów z zaopatrzeniem w materiały do produkcji. Po wojnie stopniowo się odbudowywał, choć podczas wielkiego kryzysu nastąpił znaczny spadek zatrudnienia (o 46,1% w latach 1929–1932). W dwudziestoleciu międzywojennym dało się zauważyć wzrost liczby małych i średnich zakładów, zatrudniających do 100 osób. W czasie II wojny światowej ogromne straty poniósł przemysł włókienniczy. Rozwijało się natomiast hutnictwo i kopalnictwo rud żelaza, potrzebne dla przemysłu zbrojeniowego.
W 1946 roku przemysł został przejęty na własność państwa. W okresie PRL szczególny nacisk położono na rozbudowę częstochowskiej huty, która miała stać się drugą co do wielkości hutą w kraju.
W latach 60. XX wieku czynnych było kilkanaście niewielkich podziemnych kopalń rud żelaza, w których pracowało około 20 tysięcy osób. W 1970 roku zdecydowano jednak o likwidacji górnictwa rud żelaza w Polsce. Polski przemysł hutniczy miał rozwijać się w oparciu o surowce sprowadzane z ZSRR. Pierwszą podczęstochowską kopalnię zlikwidowano w tym samym roku. Ostatnia, Wręczyca, zakończyła swoją działalność w 1982 roku.
Po zmianach ustrojowych, w latach 90. XX wieku, przeprowadzono prywatyzację i restrukturyzację przedsiębiorstw państwowych. Część dużych zakładów upadła, na miejscu części z nich powstały nowe przedsiębiorstwa. W tym okresie mocniej zaznaczył się udział nowoczesnych działów produkcji, na przykład w branży elektrycznej i samochodowej. 
Jedną z większych inwestycji w pierwszych latach XXI wieku była budowa huty szkła Guardian.